# KFUM Volda
KFUM Volda Volleyball är en volleyboll- och beachvolleyklubb från Volda, Norge. Klubben grundades 1964 och spelar sina hemmamatcher i Volda Campus SpareBank1 Arena respektive Årneset.
Herrlaget vann Norgesmesterskapet 1974 och 1977 medan damlaget kom tvåa i Norgesmesterskapet 1970.